# قاسم منصر
الفريق قاسم منصر هو شيخ قبلي يمني، شيخ بني حشيش،
قائد مجاميع قبلية تفوق 50 الف مقاتل موالية لحكم المملكة المتوكلية اليمنية الساقطة بـ ثورة 26 سبتمبر 1962م.
وكان عمود مهم من أعمدة القادة الملكية قبل أن يعلن ولاءه للجمهورية الوليدة، أثناء حصار السبعين للعاصمة صنعاء والجمهورية.

## سيرته
قاسم منصر كان أحد أهم قادة الملكين وقائد فرقة الغزاة وقائد المنطقة الشرقية مع الملكين وكذلك قاد معارك كثيرة خلال سنوات الحرب مع مصر وأتباعها العسكر اليمنيون.

## دورة في تحويل اليمن من ملكية إلى جمهورية

### قبل حصار السبعين
الفريق قاسم منصر قائد الجبهة الشرقية في جيش البدر،  قد كان يحاصر الجمهوريين من جبل (الرجام) الاستراتيجي بـمديرية بني حشيش محافظة صنعاء، واقترب من منطقة الروضة بصنعاء بعد سيطرته على قرية الدجاج غرب مصنع الغزل والنسيج ، وتقدم القائد قاسم منصر واحتل بعض المواقع منها جبل الطويل، وبدأت قذائفه تصيب مطار الرحبة، ظهر ان صنعاء تسقط وكادت أن تكون مجزرة وتنتهي الجمهورية المأمولة، بل تتحول اليمن إلى مركز حرب بين عدة اطراف اقرب بالنموذج اللبناني في حربه الاهلية.

### بعد حصار السبعين
هناك حقيقة تاريخية في ملحمة السبعين وهي ان أهم عامل للنصر في ملحمة السبعين هو استسلام قاسم منصر حيث بعد سقوط مسور حجة والطويلة وبني العوام والمحويت في الملكية بقيادة علي بن إبراهيم اتجهوا إلى محاصرة صنعاء بسبب قوة السلاح التي كانت بحوزة الملكين (سلاح ميم ون) الذي يتركب عليها ما يسمى بالبازوكة و(الويتات الجمس الأمريكي) التي كانت أحدث وافتك من السلاح الذي بيد الجمهورين ووصلت الأمور إلى درجة ان الاعلامين الذين كانوا مع الملكيين كانوا متهيئين للانتقال إلى صنعاء لإعلان بيان المملكة وطبعا حصار السبعين وشحة الإمكانيات وتجمع القبائل شكل تحديات كبيرة ولا تطاق على قوات الجمهورية الا ان النصر جاء فعلا باستسلام وانضمام قاسم منصر الذي كان أحد أهم قادة الملكين وقائد فرقة الغزاة وقائد المنطقة الشرقية مع الملكين والذي كان له قدرة في دخول صنعاء لأكثر من مرة للتفجير بالألغام وتفجير المواقع فمسألة استسلامه وانضمامه إلى القوات الجمهورية مع أسلحته وقواته كان له الاثر الأكبر في انتصار ملحمة السبعين،  حيث أنه بعد أن كان سيف الإسلام محمد بن الحسين حميد الدين يرقب ذلك السقوط بفارغ صبره ليدخل تاريخ الأئمة الزيدية بأنه السيف الذي أسقط الجمهورية وأخذ الثأر الزيدي منها.
جاءه قاسم منصر كبير مشائخ بني حشيش وهي القبيلة المحسوبة تاريخيا بالولاء المطلق للائمة وقال له: تلك صنعاء وتلك قصور ابائك لكنك لن تدخلها.
فلما أحس ابن الحسين صدق قول منصر ادركه إلياس فأنشأ يقول:
ياجبل عيبان وارتل وحده
يانقم من فوق صنعاء المدينة
عيب حد يرتد من كسب جده
بعد ما قد شاف بيته بعينه.
وقد عبّر عبد الرحمن الارياني، رئيس المجلس الجمهوري، يومها قائلاً:«أن عودة قاسم منصر إلى الصف الجمهوري بمثابة عودة خالد بن الوليد للإسلام» وقد انضم قاسم منصر للثورة مقابل ان يمنح رتبة الفريق وفعلا منحه الفريق حسن العمري رتبه الفريق وتم تعينه قائداً لواء النصر داخل القصر الجمهوري ومن هنا كان هذا الأمر قضية محورية في تحديد النصر وكما ذكر ان أهم أسباب النصر في ملحمة السبعين هو انضمام قاسم منصر مع قواته وأسلحته للقوات الجمهورية الأمر الذي ادى إلى انهيار القوات الملكية عن بكرة ابيها.